# 迪士尼电台
迪士尼电台（英語：Radio Disney），也被称为“迪士尼广播网”（Radio Disney Networks）， 其公司主体名为“迪士尼电台公司”（Radio Disney, Inc.）， 是美国的一个广播联播网，隶属于迪士尼ABC电视集团旗下的迪士尼频道全球公司。迪士尼ABC电视集团是华特迪士尼公司名下媒体网络业务部门的主要组成部分。迪士尼广播网通过电台转播台的高清频道或在线流媒体频道运营三家独立的数字广播频率：迪士尼广播（Radio Disney）、迪士尼广播乡村频道（Radio Disney Country）和迪士尼广播少年频道（Radio Disney Junior）。其总部位于美国加利福尼亚州的伯班克市。
原迪士尼电台主要是播放音乐及其他内容的节目，主要针对的是前青少年期听众和青少年中较低龄的听众。其電台風格可以形容成是一家针对青少年听众的当代流行电台，重点关注青少年偶像。但是和大多数的当代流行电台相比，迪士尼电台更积极地关注当下流行的音乐，而极力避免那些常春音乐。 目前迪士尼电台已经成为尼尔森BDS的数据监控电台，同时也是尼尔森BDS主流40强电台的指标数据电台。同时，迪士尼电台也是全天监控的40强指标电台。
2020年12月3日，迪士尼宣布迪士尼电台和迪士尼乡村电台将于2021年第一季度关闭。